# 12056 Йосіґеру
12056 Йосіґеру (12056 Yoshigeru) — астероїд головного поясу, відкритий 30 грудня 1997 року.
Тіссеранів параметр щодо Юпітера — 3,578.
Названо на честь Йосіґеру (яп. よしげる).